# Cyrtonus heydeni
Cyrtonus heydeni es una especie de insecto coleóptero de la familia Chrysomelidae.
Fue descrita científicamente en 1884 por Fairmaire.